# Rubáiyát: Elektra’s 40th Anniversary
Rubáiyát: Elektra's 40th Anniversary – album kompilacyjny wydany we wrześniu 1990 z okazji 40-lecia istnienia wytwórni płytowej Elektra Records. Obecnie wycofany ze sprzedaży.
Lista utworów składa się z coverów starszych wykonawców nagrywających dla Elektry zagranych przez nowszych wykonawców Elektry, jak np. The Cure grające utwór grupy The Doors czy Metallica wykonująca utwór "Stone Cold Crazy" grupy Queen. 
Album osiągnął 140. pozycję na krajowym zestawieniu w Stanach Zjednoczonych, a cover Metalliki z tego albumu, "Stone Cold Crazy" zdobył nagrodę Grammy w kategorii Best Metal Performance.

## Lista utworów
Poniższa lista dotyczy wydań na CD i kasetach. Wydanie winylowe składało się z czterech płyt, po dziesięć utworów na każdą płytę i po pięć na każdą stronę.

### Pierwsza płyta
| L.p. | Utwór                                 | Wykonawca             | Wykonawca oryginalny (rok)    | Czas |
| ---- | ------------------------------------- | --------------------- | ----------------------------- | ---- |
| 1.   | "Hello, I Love You"                   | The Cure              | The Doors (1968)              | 3:27 |
| 2.   | "House of the Rising Sun"             | Tracy Chapman         | Glenn Yarbrough (1957)        | 2:03 |
| 3.   | "Seven and Seven Is"                  | Billy Bragg           | Love (1966)                   | 2:15 |
| 4.   | "I'd Like to Teach the World to Sing" | Jevetta Steele        | The New Seekers (1971)        | 4:13 |
| 5.   | "Hotel California"                    | Gipsy Kings           | Eagles (1976)                 | 5:47 |
| 6.   | "Werewolves of London"                | The Black Velvet Band | Warren Zevon (1978)           | 3:40 |
| 7.   | "Motorcycle Mama"                     | The Sugarcubes        | Sailcat (1972)                | 3:44 |
| 8.   | "One Meatball"                        | Shinehead             | Josh White (1956)             | 4:38 |
| 9.   | "Bottle of Wine"                      | The Havalinas         | Tom Paxton (1965)             | 3:27 |
| 10.  | "Born in Chicago"                     | Pixies                | Paul Butterfield (1965)       | 2:11 |
| 11.  | "You're So Vain"                      | Faster Pussycat       | Carly Simon (1972)            | 4:11 |
| 12.  | "Marquee Moon"                        | Kronos Quartet        | Television (1977)             | 4:13 |
| 13.  | "Get Ourselves Together"              | Phoebe Snow           | Delaney & Bonnie (1969)       | 4:17 |
| 14.  | "Tokoloshe Man"                       | Happy Mondays         | John Kongos (1971)            | 4:18 |
| 15.  | "Let's Go"                            | Ernie Isley           | The Cars (1979)               | 4:41 |
| 16.  | "Going Down"                          | Lynch Mob             | Alabama State Troupers (1972) | 3:35 |
| 17.  | "A Little Bit of Rain"                | Ambitious Lovers      | Fred Neil (1965)              | 3:15 |
| 18.  | "You Belong to Me"                    | Anita Baker           | Carly Simon (1978)            | 4:42 |
| 19.  | "Road to Cairo"                       | Howard Jones          | David Ackles (1968)           | 5:34 |

### Druga płyta
| L.p. | Utwór                                                | Wykonawca                                  | Wykonawca oryginalny (rok)        | Czas |
| ---- | ---------------------------------------------------- | ------------------------------------------ | --------------------------------- | ---- |
| 1.   | "Kick Out the Jams"                                  | The Big F                                  | MC5 (1969)                        | 4:03 |
| 2.   | "Almost Saturday Night"/"Rockin' All Over the World" | The Georgia Satellites                     | John Fogerty (1975)               | 4:04 |
| 3.   | "Hello I Am Your Heart"                              | Sara Hickman                               | Dennis Linde (1973)               | 2:44 |
| 4.   | "Make It With You"                                   | Teddy Pendergrass                          | Bread (1970)                      | 5:32 |
| 5.   | "The Blacksmith"                                     | Linda Ronstadt                             | Kathy & Carol (1965)              | 2:41 |
| 6.   | "Going Going Gone"                                   | Bill Frisell, Robin Holcomb, Wayne Horvitz | Bob Dylan (1974)                  | 5:58 |
| 7.   | "First Girl I Loved"                                 | Jackson Browne                             | The Incredible String Band (1967) | 4:44 |
| 8.   | "These Days"                                         | 10,000 Maniacs                             | Jackson Browne (1973)             | 3:27 |
| 9.   | "Stone Cold Crazy"                                   | Metallica                                  | Queen (1974)                      | 2:17 |
| 10.  | "Apricot Brandy"                                     | Danny Gatton                               | Rhinoceros (1968)                 | 3:11 |
| 11.  | "Union Man"                                          | Shaking Family                             | The Cate Brothers (1975)          | 3:55 |
| 12.  | "One More Parade"                                    | They Might Be Giants                       | Phil Ochs (1964)                  | 2:22 |
| 13.  | "I Can't Tell You Why"                               | Howard Hewett                              | Eagles (1979)                     | 3:52 |
| 14.  | "Mt. Airy Groove"                                    | Leaders of the New School                  | Pieces of a Dream (1982)          | 4:37 |
| 15.  | "You Brought the Sunshine"                           | Shirley Murdock                            | The Clark Sisters (1983)          | 4:17 |
| 16.  | "In Between Days"                                    | John Eddie                                 | The Cure (1985)                   | 3:59 |
| 17.  | "Love Wars"                                          | Beautiful South                            | Womack & Womack (1983)            | 4:36 |
| 18.  | "Both Sides Now"                                     | Michael Feinstein                          | Judy Collins (1967)               | 5:14 |
| 19.  | "T.V. Eye"                                           | John Zorn                                  | The Stooges (1970)                | 2:25 |
| 20.  | "Hello, I Love You (Slight Return)"                  | The Cure                                   | The Doors (1968)                  | 0:10 |

## Twórcy
- Lenny Kaye - producent wykonawczy
- Bob Krasnow - pomysłodawca